# 若兹
若兹（法語：Joze，法語發音：[ʒoz]）是法国多姆山省的一个市镇，位于该省中部偏东北，属于蒂耶尔区。

## 地理
若兹（45°51'47"N, 3°18'8"E）面积19.35 平方千米，位于法国奥弗涅-罗讷-阿尔卑斯大区多姆山省，该省份为法国中南部省份，北起阿列省接壤，东临卢瓦尔省，南至上盧瓦爾省和康塔爾省，西接科雷兹省和克勒兹省。
与若兹接壤的市镇（或旧市镇、城区）包括：博尔加尔莱韦克、沙瓦鲁、克勒旺拉韦讷、屈亚、昂特赖格、马兰格、莱马特尔达蒂耶尔、圣洛尔。

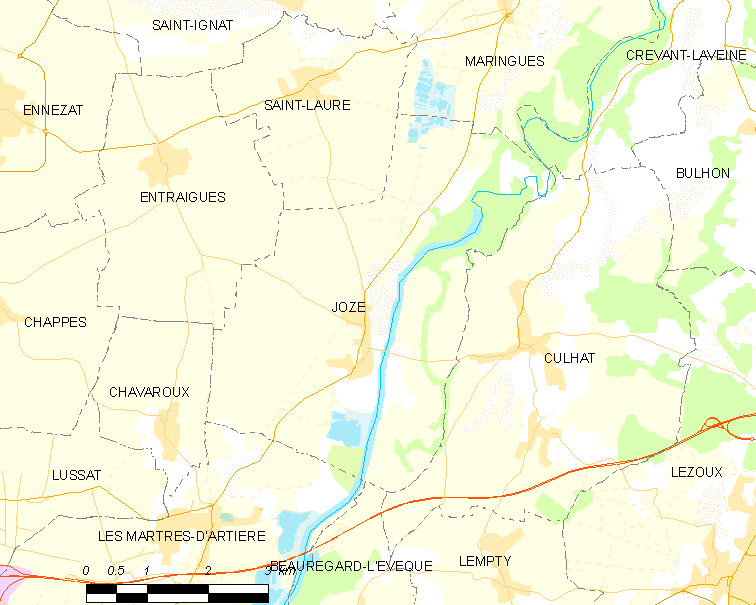
若兹的OSM定位图

若兹的时区为UTC+01:00、UTC+02:00（夏令时）。

## 行政
若兹的邮政编码为63350，INSEE市镇编码为63180。

## 政治
若兹所属的省级选区为勒祖县。

## 人口

1962-2008年间若兹人口变化图示

若兹于2022年1月1日时的人口数量为1171人。